# بطولة أوروبا تحت 21 سنة لكرة القدم 1992
بطولة أوروبا تحت 21 سنة لكرة القدم 1992 هو الموسم 8 من  بطولة أوروبا تحت 21 سنة لكرة القدم. أشرف على تنظيمه الاتحاد الأوروبي لكرة القدم، وكان عدد الأندية المشاركة فيه  8، وفاز فيه منتخب إيطاليا لكرة القدم.